# Antlitzanalyse
Die Antlitzanalyse, auch als Antlitzdiagnose oder Sonnerschau bezeichnet, ist ein wissenschaftlich nicht anerkanntes Diagnoseverfahren von Wilhelm Heinrich Schüßler, das von Kurt Hickethier weiterentwickelt wurde. Hickethier stieß während einer schweren Krankheit auf die von Schüßler postulierte Therapie mit den sogenannten Schüßler-Salzen, die ihn so faszinierte, dass er selbst mit Betrachtungen auf diesem Gebiet begann.
Schüßler war der Meinung, Krankheiten entstünden durch Mangel an verschiedenen Mineralien. Durch die Einnahme homöopathischer Dosen dieser Salze sollen demnach die Körperzellen die fehlenden sogenannten feinstofflichen Mineralien direkt ins Zellinnere aufnehmen können. Diese Ideen haben keine belegbare Grundlage, und eine Wirksamkeit der Schüßler-Salze konnte nicht nachgewiesen werden.
Die Antlitzanalyse beschäftigt sich mit der Feststellung dieser angeblichen Mineralstoffmängel im menschlichen Organismus. Auch hier gibt es jedoch keinen wissenschaftlichen Nachweis, dass diese Diagnosemethode tatsächlich zur Erkennung von Krankheiten dienen kann.
Kurt Hickethier hat die angenommenen Mineralstoffmängel im Gesicht eines Menschen analysiert und über längere Zeiträume beobachtet. Dabei glaubte er, entdeckt zu haben, dass die Schüßler-Salze verschiedene Färbungen, Glanzbildungen und Faltenbildungen im Gesicht reduzieren. Seiner Meinung nach können auch Laien, die die Antlitzdiagnostik beherrschen, die verschiedenen Schüßler-Salze verordnen und dadurch Krankheiten lindern oder sogar beseitigen. Hickethier meinte ebenfalls, dass die rechtzeitige Gabe Krankheiten und Betriebsstörungen von vornherein verhindern können.
Auch heute noch wird die Antlitzanalyse von verschiedenen Heilpraktikern angewendet. Manchmal werden dabei – abweichend von Hickethiers Vorgehen – außer dem Gesicht auch weitere Merkmale wie beispielsweise die Beschaffenheit von Fingernägeln oder von Hornhaut berücksichtigt.